# Seleção Italiana de Futebol Sub-20
A Seleção Italiana de Futebol Sub-20, também conhecida por Itália Sub-20, é a seleção italiana de futebol formada por jogadores com idade inferior a 20 anos.